# Florence d'Azémar
 (mars 2017).
Si vous disposez d'ouvrages ou d'articles de référence ou si vous connaissez des sites web de qualité traitant du thème abordé ici, merci de compléter l'article en donnant les références utiles à sa vérifiabilité et en les liant à la section « Notes et références ».
Florence d'Azémar est une productrice, actrice et autrice française. 

## Biographie
Florence grandit dans le Sud-Ouest de la France, elle suit la classe libre du cours Florent jusqu’en 1994. Elle enchaîne les rôles au théâtre, notamment avec Roger Planchon, qui la dirige dans Les Libertins et L’Avare.
Elle écrit et joue Les Marie-Marguerite en 1999 et travaille à la même époque avec l’équipe du « Festival Roblès » sur NRJ, puis celle de Rince ta baignoire sur France 2 et de Plus Clair sur Canal+.
On la retrouve à partir d'octobre 2004 à la télévision, sur Pink TV.
En 2006, elle écrit Confidences qui est joué au théâtre des Mathurins à Paris.
À la suite de ces expériences de production, elle reprend ses études et obtient un Master des Métiers des Arts et de la Culture à la Sorbonne tout en poursuivant sa carrière de comédienne.
Militante, elle devient présidente de l’ARDHIS (Association pour la reconnaissance des personnes homosexuelles et transsexuelles à l’immigration et au séjour) de 2002 à 2003.
En 2015, elle est chargée de développement chez Time Art, la célèbre agence d'Elisabeth Tanner, où elle est chargée de trouver des livres à adapter pour les talents de l'Agence. Porteuse d'affaires pour les producteurs, à la demande d'Arnaud Bertrand, elle intègre également 984 Productions. Elle est à l'origine de vous n'aurez pas ma haine d'Antoine Leiris, de Noire de Tania de Montaigne, de Frère d'âme avec Omar Sy, de Une sur deux où 25 actrices prennent la parole sur le texte de Giulia Foïs, première fiction théâtrale. 
Florence continue à écrire notamment sur le documentaire de Marie Labory pour la chaine Histoire TV en 2024.
Elle développe actuellement des contenus avec des scénaristes et auteurs.

## Production
- 2023 Le Mystère Sunny - théâtre Montparnasse avec Patrick Chesnais et Nicolas Briançon Mystère Sunny
- 2022 Une sur deux - fiction théâtrale France 5 tirée du récit de Giulia Foïs Bande Annonce Une sur deux

- 2022 Noire - de Tania de Montaigne - Captation France 5, Théâtre du Rond-Point et tournée Bande annonce
- Nos disques sont rayés
- 2018 Vous n'aurez pas ma haine, d'Antoine Leiris, Captation France 5, théâtre du Rond-Point Molière du Seul en scène 2018

## Filmographie
- 2000 : Mais où est donc passée ma vie ? (CM) de Jean-Laurent Chautems
- 2001 : C'est bon du yaourt, court-métrage d’Alexandre Basse (Suisse)
- 2003 (8 septembre) : Mensonges et trahisons et plus si affinités de Laurent Tirard
- 2003 (10 novembre) : La Confiance règne d'Étienne Chatiliez
- 2003 : Sœur Thérèse.com (TV) J. Bunuel
- 2004 (15 juin): Les Poupées russes de Cédric Klapisch
- 2006 : La Blonde au bois dormant (TV) de Sébastien Grall
- 2006 Enfin seul(s) (TV) de Bruno Herbulot France 3
- 2006 Rock n'roll attitude (TV) de Alain Robillard France 3
- 2007 (31 janvier) : Molière de Laurent Tirard
- 2007 : R.I.S Police scientifique (saison 2, épisode 7) « Apparences trompeuses »
- 2007 : Fort comme un homme (TV) de Stéphane Giusti
- 2007 : 48 heures par jour de Catherine Castek
- 2007 : A.D. La guerre de l'ombre (TV) de Laurence Katrian
- 2007 : Avocats et Associés- EP. 103 Contestations (TV) de Bruno Garcia
- 2007 : Père et maire- EP. 19 Poids plume (TV)  de Pascal Heybroeck
- 2008 : Villa Amalia de Benoît Jacquot
- 2008 : La folle histoire de France par les rois (TV)
- 2008 : Un homme d'honneur (téléfilm) de Laurent Heynemann
- 2009 : Les dents de la nuit (film) Vincent Lobelle et Stephen Cafiero
- 2009 : Mourir d'aimer (TV) de Josée Dayan
- 2010 : Ensemble, c'est trop (film) de Léa Fazer
- 2010 : La Mauvaise Rencontre (TV) de Josée Dayan, France 2
- 2010 : Le Masque de Juliette (TV) de Josée Dayan
- 2010 : Call me (film)
- 2010 : Ce matin-là (CM) de Florence d'Azémar

### Publicité
- 2006 : CIC, BMW, Carrefour
- 2000  : Voix féminine du Festival Roblès

## Théâtre
- 2008 : Confidences de Florence d'Azémar, mise en scène Emmanuel de Sablet, Petits Mathurins
- 2006 (janvier -février) : Confidences Agitakt
- 1999 : L'Avare, mise en scène R. Planchon
- 1998-1999 : Les Marie-Marguerites, mise en scène D. Gustau (Point-Virgule)
- 1998 : Un Paysage sur la tombe, mise en scène E. Pichard
- 1997 : Electre, mise en scène H. Dubourjal
- 1997 : La Dame aux camélias, mise en scène E. De Sablet
- 1996 : Jeux de massacre, mise en scène J-L. Jacopin
- 1996 : Le Laboratoire secret, mise en scène M. Marquais
- 1995 : Juste le temps de vous embrasser, mise en scène P. Chamaux
- 1994 : L'Illusion comique, mise en scène P. Chamaux
- 1994 : Libertins, mise en scène R. Planchon

## Émissions de télévision

### Le Débat
Elle participe aux deux premières saisons du Débat de Pink TV (lundi soir 2004/2005 - mardi soir 2005/2006). Juste avant la diffusion d'un documentaire autour duquel s'anime le débat, elle fait une chronique dans laquelle elle présente des associations homosexuelles et tient informés les spectateurs de certains faits d'actualité,,.
Elle cède sa place à Jeanne Broyon dès septembre 2006.

### Le Set
À l'ouverture de la chaîne, le 25 octobre 2004, elle fait une revue de presse dans l'émission phare de la chaîne Pink TV. Elle ne participe plus à cette émission à partir de décembre 2004.